# Walerij Hontscharow
Walerij Hontscharow (ukrainisch Валерій Гончаров, engl. Transkription Valeriy Honcharov; * 19. September 1977 in Charkiw) ist ein ukrainischer Turner und Olympiasieger.
Er nahm 2000 an den Olympischen Sommerspielen in Sydney teil und konnte mit dem ukrainischen Team eine Silbermedaille im Mannschaftsmehrkampf gewinnen. In den Einzelwettkämpfen konnte er sich für kein Finale qualifizieren. Vier Jahre später bei den Spielen in Athen wurde er Olympiasieger am Barren. Am Reck wurde er Achter und im Mannschaftsmehrkampf kam er auf Platz 7.
Bei den Turn-Weltmeisterschaften 2005 in Melbourne gewann er die Bronzemedaille am Reck.